# Gino Lucetti
Gino Lucetti (ur. 31 sierpnia 1900 w Carrarze, zm. 17 września 1943 na wyspie Ischia) – włoski anarchista, antyfaszysta, wykonawca nieudanego zamachu na Benito Mussoliniego z 11 września 1926.

## Biogram
W młodości pracował w kamieniołomach. Brał udział w I wojnie światowej. Po wojnie rozwinął swoje antywojenne i antyfaszystowskie poglądy. Przez jakiś czas przebywał w Marsylii, ale wrócił w 1920 do Włoch. Był jednym ze współzałożycieli robotniczej organizacji antyfaszystowskiej Śmiałkowie Ludu.
11 września 1926 rzucił bombę (lub granat) na placu przed Porta Pia w samochód, których jechał Benito Mussolini. Bomba odbiła się od Fiata 519 i eksplodowała, raniąc przechodniów. Mussolini wyszedł z zamachu bez szwanku. Gino Lucetti zbiegł z miejsca zamachu, ale został szybko schwytany i w 1927 skazany na prawie 30 lat więzienia. Trzymano go w więzieniu Santo Stefano. W 1943 został uwolniony z więzienia przez aliantów, ale zginął w czasie niemieckiego nalotu bombowego.